# Piper membranaceum
Piper membranaceum är en pepparväxtart som beskrevs av C. Dc.. Piper membranaceum ingår i släktet Piper och familjen pepparväxter. Inga underarter finns listade i Catalogue of Life.